# 남백송
남백송(본명: 김지환, 1935년 11월 1일~2015년 9월 30일)은 대한민국의 남성 원로 트로트 음악 가수 겸 작곡가이다. 예명은 밀양에 위치한 남천강의 남과 천연기념물인 백송을 합쳐 지었다고 한다. 초기 예명으로 김남욱을 사용하기도 하였다.
1935년 11월 1일 경상남도 밀양군 삼랑진면에서 태어났다. 1954년 밀양 출신의 작사가 유금춘과 밀양 출신의 작곡가 월견초가 콤비를 이루어 만든《무정 항구》를 통해 데뷔하였고,(아리랑 레코드 발매) 이후 도미도 레코드에서 전속 가수 활동을 하다가 가수 백년설의 노래를 리메이크하여 대중들의 눈길을 사로 잡았다.
2000년대에는 가수 복수미와 듀엣을 이뤄 여러 음반을 발매하였고, 2009년에는 신곡 "아 인생"을 발표하였다. 참고로, 2014년 가요무대 집계에 따르면 가요무대 최다 출연을 기록하였다고 한다.
2015년 지병인 노환으로 별세하였다.

## 노래
- 무정 항구(1954년 데뷔곡)
- 방앗간 처녀
- 죄 많은 인생
- 전화 통신(심연옥과 듀엣)
- 정거장의 기타 소리
- 경상도야 잘 있거라
- 아 인생(2009년 발표)

## 작곡 작품
- 어머니는 울지 않으리
- 칠백 리 고향 길
- 사나이 탄식
- 아 인생(직접 작사 및 작곡, 노래)

## 같이 보기
- 명국환
- 김용만
- 한명숙
- 리라
- 백야성